# Pi4 Orionis
Pi4 Orionis, eller 3 Orionis är en av stjärnorna som bildar asterismen Orions sköld, i stjärnbilden Orion. Den är den näst ljusstarkaste stjärnan i skölden och har magnitud 3,68. Stjärnan är en blå jättestjärna av spektraltyp B2III, 1300 ljusår från jorden. Den är en av de mest luminiösa stjärnor som astronomerna känner till.